# Dinara
Dinara je planina u Dinarskom gorju na granici Republike Hrvatske i Bosne i Hercegovine. Dinara dijeli Livanjsko polje od Sinjskoga, te čini prirodnu granicu između Bosne i Hercegovine i Hrvatske. Dana 5. veljače 2021. proglašen je Park prirode Dinara kao dvanaesti park prirode Hrvatske.
Pruža se u smjeru sjeverozapad-jugoistok u duljini od 84 km (druga po duljini planina u Dinarskom gorju nakon Velebita), između rijeke Cetine na jugozapadu i Livanjskog polja na sjeveroistoku. Na jugoistočnom dijelu planinski masiv Dinare prelazi u Kamešnicu. U geografiji se uobičajilo cijeli planinski prostor od Slovenskih Alpa do Šarskih planina nazivati Dinaridi.
Najviši vrh masiva Dinare, Troglav (1913 m) nalazi se u BiH. Vrh Sinjal (1831 m) najviši je vrh u Hrvatskoj (nakon njega slijede po visini Kamešnica (1809 m), Biokovo (1762 m), Velebit (1757 m) i druge planine). U zemljopisnim kartama i publikacijama često se može naći da se vrh Sinjal naziva imenom planine – Dinara.

## Popis najviših vrhova
Vrhovi Dinare u Hrvatskoj i BiH viši od 1500 m su
- Troglav 1913 m
- Dinara (Sinjal) 1831 m najviši vrh u RH
- Lišanj 1793 m
- Klečar 1792 m
- Marino brdo 1789 m
- Šlime 1779 m
- Jančiji vrh (JZ) 1768 m
- Velika Duvjakuša 1708 m
- Gorica (S) 1704 m
- Gnjat/Glavica (I) 1696 m
- Torlakova glava 1674 m
- Jančarska glava 1669 m
- Ošljak 1589 m
- Jančija glava 	1585 m
- Velika Glavica 1579 m
- Orlovača 1545 m
- Antića glavica 1539 m
- Čakolica 1521 m
- Jančag 1516 m

## Planinarska skloništa i kuće
Na Dinari je izgrađeno desetak planinarskih kuća i skloništa:
- Planinarska kuća Brezovac 1050 m HPD Dinara, Knin
- Planinarsko sklonište Martinova košara 1278 m HPD Sinjal, Kijevo
- Planinarska kuća Glavaš 550 m HPD Sinjal, Kijevo
- Planinarsko sklonište Rupe 1363 m PU Dinaridi, Split
- Planinarska kuća Sveti Jakov 1001 m PD Sveti Jakov, Gornji Bitelić
- Planinarsko sklonište Pume 1630 m PU Dinaridi, Split
- Planinarsko sklonište Hrvatski vitez Josip Goreta 1530 m, HPD ZOLJ, Vrlika
- Planinarsko sklonište Lišanjski vrh 1794 m PU Dinaridi, Split
- Planinarsko sklonište Jankovo brdo 1780 m, PU Dinaridi, Split
- Planinarsko sklonište Mali Maglaj 1450 m, PU Dinaridi, Split

Uz ova skloništa postojalo je još jedno na području Vještić gore, ali je izgorjelo u požaru podmetnutom u zimu 2012. U isto vrijeme izgorjelo je i sklonište u Kurtagića docu na Kamešnici, no to je sklonište ponovno izgrađeno i sada nosi naziv po tragično poginulom hrvatskom alpinistu i istaknutom članu HGSS-a Eduardu Edi Retelju.
12. svibnja 2018. splitska planinarska udruga Dinaridi te njeni partneri 7. gardijska brigada "Pume" i Hrvatska gorska služba spašavanja svečano otvorili na planini Dinari na predjelu Ošjaku planinarsko sklonište koje se zove po prerano preminulom Dragi Grubaću, vrsnom planinaru i hrvatskom branitelju. Ovo sklonište je planinarski objekt na najvećoj visini u Republici Hrvatskoj, na visini od 1645 metara.

## Biljni i životinjski svijet

### Biljni svijet
Biljna raznolikost područja planine Dinare obuhvaća veliku raznoliku skupinu biljaka prilagođenu životu na veoma različitim zemljištima i vremenskim uvjetima te klimi područja planine Dinare koja zna varirati po više faktora kao što su nadmorska visina, insolacija (izloženost suncu) te debljina zemnog pokrova te vrsta tla. Po dostupnim podacima na području planine Dinare postoji oko 750 biljnih vrsta, od kojih je više od 110 posebno zaštićeno a 55 je endemskih.
Na planinskim travnatim područjima biljni svijet sadržava vrste kao što su; uročnjak (pješčarska gušarka, Arabidopsis halleri i hrvatska gušarka), proljetnica (dinarsko mišije uho), dalmatinsko zvonce, šaša, krški runolist, srčenjak, obična borovica i dlakavi pjenišnik. U rijetkim šumama prevladava jasen, hrast medunac, hrast kitnjak i klen a na većim nadmorskim visinama bukva te smreka, jela, planinski bor i obični bor. 
Uobičajena je na mjestima koja su pogodna za rast veća pojava malina u malinjacima, divljih kupina, drinina, razdelija i šumskih jagoda kao jestivih biljaka premda ih postoji značajno više vrsta. 

### Životinjski svijet

#### Ptice
U ornitološkom smislu masiv planine Dinare sa svojim specifičnim reljefom te blizinom velikih vodenih površina jezera Peruće i porječja rijeka Cetine i Krke sukladno direktivi EU o zaštiti divljih ptica proglašen je područjem pod posebnom zaštitom.
Od ptičijih vrsta na području Dinare uz mnoge valja spomenuti običnog fazana, prepelicu, planinsku ševu, crvenonoga prutka tj. šljuku, ćukavicu, crnoprugastog trstenjaka a od većih grabljivica suri orao, orao zmijar i sivi sokol. Također je ponekad viđen i bijeloglavi sup najvjerojatnije u svom preletu prema Cresu.

#### Sisavci
Na području planine Dinare od sisavaca obitava mrki medvjed, vuk, ris, divlja mačka, lisica, divlja svinja, jazavac, zec i ugrožena endemska vrsta dinarski miš Dolomys bogdanovi longipedis.

#### Zmije
Od gmazova na području planine Dinare živi oko 15 vrsta guštera, zmija i vodozemaca, od kojih je nekoliko vrsta ugroženo zbog smanjenja životnog prostora.
Herpetologija na području planine Dinare: obična smukulja (smuculja), šara poljarica (šarulja), poskok, pjegavi daždevnjak, sljepić (blavor), planinski žutokrug i planinski vodenjak.

## Povijesne bilješke
Današnja državna granica između Hrvatske i BiH na planini Dinari se proteže duž tako zvane linije Mocenigo, po kojoj su u 18. stoljeću bili razgraničeni posjedi Otomanskog carstva i Venecije. Nakon Morejskog rata od 1715. i mira u Požarevcu 1718. godine, tu su graničnu liniju u razdoblju od 1721. – 1723. na terenu utvrdili mletački providur u Dalmaciji Alvise Mocenigo i otomanski opunomoćenik Mehmed Sialy.
Tijekom samih početaka Domovinskog rata prilikom okupiranja značajnog dijela Dinare pobunjeni Srbi su zauzeli položaje na liniji brana Peruća – selo Vučipolje – Opsenjak – Karaula (vrh grebena Debelog brda) – Ravno Vrdovo – Bračev dolac – Vještić gora te cijela sjeverna padina Dinare do sela Rujani i Čelebići uz Livanjsko polje u BiH.
Operacija Zima '94. odvijala se u razdoblju od 29. studenog do 24. prosinca 1994. godine na području Livanjskog polja i planine Dinare. Oslobođeno je područje širine 10 km i dubine 20 km – ukupno 200 četvornih kilometara. Srbi su poraženi na Dinari i veći dio Livanjskog polja našao se pod nadzorom HV-a i HVO-a. U tom razdoblju po izrazito nepovoljnim vremenskim uvjetima i terenu na području planine Dinare izgrađeno je velika mreža makadamskih cesta te na nekoliko izraženih visinskih točaka iskopani su rovovi i bunkerski zaštitni ukopi. U operaciji Zima '94. poginulo je 29 branitelja, 19 ih je teško, a 39 lakše ranjeno, dok su trojica nestala, broj poginulih, ranjenih i nestalih na srpskoj strani nije poznat. Na dijelu planine koji se proteže od sela Vučipolje preko grebena Debelog brda do napuštenog sela Bračevog doca pri Vještić gori postoji dio miniranog prostora.
Lipnja 2016. postavljena je prva automatska meterološka postaja na Dinari. Smjestili su ju ispred planinarskog skloništa Pume na 1630 metara nadmorske visine, ispod vrha Velika Duvjakuša na Dinari, i bila je druga po visini u Hrvatskoj poslije one na Sv. Juri. Ta postaja bilježi meteorološke parametre poput temperature, vlage i tlaka zraka, brzine vjetra, količine oborina, UV indeksa, broja sunčanih sati, i sve to u realnom vremenu šalje na internet. Na njoj su i panoramske meteorološke kamere. 9. listopada 2020. je na najvišem vrhu Sinjalu postavljena automatska meteorološka postaja.

## Vanjske poveznice
|  | Zajednički poslužitelj ima još gradiva o temi Dinara |

- Dinara na stranicama Hrvatskog planinarskog saveza
- Dinara na SummitPost-u (engl.)
- »Dinara«, serijal Vrhovi Balkana, Al Jazeera Balkans, 27. 9. 2018.